# 里景瑞
里景瑞（1955年—），辽宁海城人，满族，中华人民共和国政治人物、第十二届全国人民代表大会辽宁地区代表。
毕业于辽宁师范学院物理专业，加入中国共产党。2013年，被选为全国人大代表。